# Leicester (Vermont)
Leicester ist eine Town im Addison County des Bundesstaates Vermont in den Vereinigten Staaten mit 990 Einwohnern (laut Volkszählung von 2020).

## Geografie

### Geografische Lage
Leicester liegt am Westrand der Green Mountains, zum größten Teil in der fruchtbaren Ebene um den Lake Champlain. Nur das östliche Viertel des Geländes ist bewaldet und liegt mit bis zu rund 450 Metern um 300 Metern über der Ebene. Der wichtigste Wasserlauf ist der Otter Creek, der die Town im westlichen Viertel durchfließt und auch die Westgrenze zur benachbarten Town Whiting bildet. Die übrigen Wasserläufe der Town, darunter der Leicester River, münden alle im Otter Creek. Wichtige Seen sind der Lake Dunmore, dessen südliche Hälfte auf dem Gebiet Leicesters liegt, und Silver Lake in der Nordost-Ecke der Town. Die höchste Erhebung des Gebietes ist der Oak Hill mit etwa 470 m.

### Nachbargemeinden
Alle Angaben als Luftlinien zwischen den offiziellen Koordinaten der Orte aus der Volkszählung 2010.
- Norden: Salisbury, 2,1 km
- Osten: Goshen, 12,2 km
- Süden: Brandon, 3,5 km
- Südwesten: Sudbury, 8,7 km
- Westen: Whiting, 12,6 km

### Klima
Die mittlere Durchschnittstemperatur Leicester liegt zwischen −8,3 °C (17 °Fahrenheit) im Januar und 20,6 °C (69 °Fahrenheit) im Juli. Damit ist der Ort gegenüber dem langjährigen Mittel der USA im Winter um etwa 10 Grad kühler, während im Sommer das untere Mittel in den USA erreicht wird. Die Schneefälle zwischen Oktober und Mai liegen mit bis zu sechs Metern etwa doppelt so hoch wie die mittlere Schneehöhe in den USA, die tägliche Sonnenscheindauer liegt am unteren Rand des Wertespektrums der USA.

## Geschichte
Leicester gehört zu den Gebieten, die hauptsächlich in der fruchtbaren Ebene um den Lake Champlain liegen und deswegen früh besiedelt wurden. Der Verkauf des Gebietes erfolgte am 20. Oktober 1761 durch den Gouverneur Benning Wentworth im Zuge der Ausrufung der New Hampshire Grants. Es handelte sich dabei um die übliche Fläche von sechs mal sechs Meilen entsprechend 23.040 acres (etwa 93,2 km²), die an eine Gruppe von 69 Interessenten verkauft wurden. Bei der Inbesitznahme wurde aber festgestellt, dass durch Vermessungsfehler nicht die komplette Fläche zur Verfügung stand. Zuvor besiedelte umliegende Gemeinden hatten bereits Teile des zu Leicester gehörenden Landes belegt, was in den folgenden Jahren zu einigem Unfrieden insbesondere mit der Nachbartown Salisbury führte. Erst am 18. April 1796 konnten sich die beteiligten Gemeinden auf gemeinsame Grenzen einigen.
Zur ersten dauerhaften Besiedlung kam es erst dreizehn Jahre nach der Ausrufung, 1774, durch eine Großfamilie aus Massachusetts; allerdings waren bereits in den Sommern zuvor erste Teile der Wildnis unter den Pflug genommen worden. Die ersten Siedler hatten unter den Überfällen von Indianern zu leiden; es gab Entführungen und einen Toten. Erst nach dem Unabhängigkeitskrieg stabilisierte sich die Lage. Die konstituierende Stadtversammlung wurde am 29. März 1786 durchgeführt.
Der Krieg gegen England von 1812 ging weitgehend folgenlos an der Town vorbei; zwar sandte die Town eine Kompanie in die Schlacht bei Plattsburgh, die in einem Boot von Burlington abfuhr, sie erreichte aber wegen einer Flaute den Ort des Kampfes nicht rechtzeitig, um einzugreifen. Die Masern-Epidemie von 1813, die die Region heimsuchte, forderte dagegen auch unter den Bewohnern Leicesters eine große Zahl an Opfern; genaue Zahlen sind nicht überliefert.
Bis zum Bau der Bahnstrecke Bellows Falls–Burlington war die Town rein landwirtschaftlich ausgerichtet; die Böden westlich der Ausläufer der Green Mountains waren fruchtbar; allerdings fehlte es an Wasserkraft, um größere Mühen zu errichten. So kam es zu keiner Industrialisierung in der Gegend; auch die Besiedlung verteilte sich flächig und ohne nennenswertes Zentrum. Erst mit der Eröffnung der Station in Leicester im Dezember 1849 entstand ein Ortszentrum, wenn auch keine wesentliche Änderung in der Wirtschaftsstruktur zu verzeichnen war. Die erweiterten Absatzmärkte führten aber zu einer merklichen Intensivierung der Landwirtschaft und, wie in vielen anderen Towns der See-Ebene auch, zur Umstellung der zuvor weit verbreiteten Schafzucht zur Milchviehhaltung, die auch heute noch vorherrscht. Dieser Umschwung kam allerdings erst recht spät; noch bis Ende der 1870er Jahre gehörte die Town zu den bedeutendsten Wollproduzenten der Gegend.
Im Gegensatz zu den vorangegangenen Kriegen berührte der Amerikanische Bürgerkrieg die Stadt stärker; viele ihrer Männer wurden Soldaten. Vor der Mobilmachung vom 17. Oktober 1863 verpflichteten sich 37 ihrer Mitbürger für Zeiträume zwischen neun Monaten und drei Jahren. Es gab aber keine Kämpfe auf dem Gebiet Leicesters; Vermont blieb mit Ausnahme eines einzelnen, lokalen Husarenstückes von diesen Auswirkungen verschont.
Aufgrund seiner weitgehend autonomen Strukturen waren die Einflüsse des Ersten Weltkrieges, der Weltwirtschaftskrise, des New Deals und des Zweiten Weltkrieges auf die Gemeinde gering. Erst mit den industriellen und verkehrspolitischen Änderungen der 1950er Jahre begann ab etwa 1960 und in verstärkter Form ab Mitte der 1970er Jahre auch in Leicester ein Anstieg der Bevölkerungszahlen und eine Verschiebung der wichtigsten Einnahmequellen weg von der reinen Landwirtschaft hin zu handwerklichen Berufen, insbesondere der Baubranche. Am südöstlichen Ufer des Lake Dunmores liegt die Ansiedlung Satans Kingdom, die ihren Namen vermutlich der Enttäuschung eines Siedlers verdankte, der auf fruchtbares Ackerland gehofft hatte.

### Religionen
In Leicester waren von Beginn der Besiedlung an die Methodisten die vorherrschende Glaubensgruppe; auch heute sind sie mit den Nazarenern mit einer Gemeinde vertreten. Zudem existiert auch eine römisch-katholische Gemeinde, St. Agnes.

### Einwohnerentwicklung
| Volkszählungsergebnisse – Town of Leicester, Vermont | Volkszählungsergebnisse – Town of Leicester, Vermont | Volkszählungsergebnisse – Town of Leicester, Vermont | Volkszählungsergebnisse – Town of Leicester, Vermont | Volkszählungsergebnisse – Town of Leicester, Vermont | Volkszählungsergebnisse – Town of Leicester, Vermont | Volkszählungsergebnisse – Town of Leicester, Vermont | Volkszählungsergebnisse – Town of Leicester, Vermont | Volkszählungsergebnisse – Town of Leicester, Vermont | Volkszählungsergebnisse – Town of Leicester, Vermont | Volkszählungsergebnisse – Town of Leicester, Vermont |
| Jahr                                                 | 1700                                                 | 1710                                                 | 1720                                                 | 1730                                                 | 1740                                                 | 1750                                                 | 1760                                                 | 1770                                                 | 1780                                                 | 1790                                                 |
| ---------------------------------------------------- | ---------------------------------------------------- | ---------------------------------------------------- | ---------------------------------------------------- | ---------------------------------------------------- | ---------------------------------------------------- | ---------------------------------------------------- | ---------------------------------------------------- | ---------------------------------------------------- | ---------------------------------------------------- | ---------------------------------------------------- |
| Einwohner                                            |                                                      |                                                      |                                                      |                                                      |                                                      |                                                      |                                                      |                                                      |                                                      | 343                                                  |
| Jahr                                                 | 1800                                                 | 1810                                                 | 1820                                                 | 1830                                                 | 1840                                                 | 1850                                                 | 1860                                                 | 1870                                                 | 1880                                                 | 1890                                                 |
| Einwohner                                            | 522                                                  | 609                                                  | 548                                                  | 638                                                  | 660                                                  | 596                                                  | 737                                                  | 630                                                  | 634                                                  | 562                                                  |
| Jahr                                                 | 1900                                                 | 1910                                                 | 1920                                                 | 1930                                                 | 1940                                                 | 1950                                                 | 1960                                                 | 1970                                                 | 1980                                                 | 1990                                                 |
| Einwohner                                            | 509                                                  | 479                                                  | 436                                                  | 468                                                  | 518                                                  | 511                                                  | 551                                                  | 583                                                  | 803                                                  | 871                                                  |
| Jahr                                                 | 2000                                                 | 2010                                                 | 2020                                                 | 2030                                                 | 2040                                                 | 2050                                                 | 2060                                                 | 2070                                                 | 2080                                                 | 2090                                                 |
| Einwohner                                            | 974                                                  | 1100                                                 | 990                                                  |                                                      |                                                      |                                                      |                                                      |                                                      |                                                      |                                                      |

## Wirtschaft und Infrastruktur

### Verkehr
Nach der Stilllegung der Station Leicester Junction ist der Ort in erster Linie durch die U.S. Route 7, die den Ort in Nord-Süd-Richtung mit Salisbury und Pittsford verbindet, erschlossen.

### Öffentliche Einrichtungen
Neben dem Rathaus und der Grundschule sind keine weiteren öffentlichen Einrichtungen in Leicester angesiedelt. Das nächstgelegene Krankenhaus, das Porter Medical Center, befindet sich in Middlebury.

### Bildung
Leicester gehört mit Brandon, Chittenden, Goshen, Mendon, Pittsford, Sudbury und Whiting zur Rutland Northeast Supervisory Union.
Leicester bietet auf seinem Gemeindegebiet eine sechszügige Grundschule mit Kindergarten, die Leicester Central School, an. Die nächstgelegene Highschool liegt im benachbarten Brandon; für weitergehende Schulabschlüsse können die Zentren Middlebury oder Burlington genutzt werden.

## Persönlichkeiten

### Söhne und Töchter der Stadt
- Aaron F. Perry (1815–1893), Politiker und Mitglied im Repräsentantenhaus der Vereinigten Staaten
- Warren S. Johnson (1847–1911), Erfinder des elektrischen Raumthermostaten

### Persönlichkeiten, die vor Ort gewirkt haben
- Henry Olin (1768–1837), Politiker und Mitglied im Repräsentantenhaus der Vereinigten Staaten